# Линджа
Лин Ямада Дейвис (на английски: Lynn Yamada Davis), по-известна със онлайн-псевдонима си Линджа (на английски: Lynja), е популярна американска готвачка. Нейната известност нараства основно благодарение на популярните си видеоклипове в TikTok и YouTube Shorts. Каналът ѝ, наречен Cooking With Lynja, е отличен за бързите монтажи и включването на интернет мемета във видеата си. Към юли 2024 г. каналът ѝ в YouTube има над 13 милиона абонати, а в TikTok има над 21 милиона последователи.
След завършването на MIT и Колумбийското бизнес училище, Лин прекарва цели 29 години от кариерата си в AT&T Labs. Започва да качва видеа в интернет през 2020 г., когато тя е на 63 години. С увеличаването на популярността на нейните видеа, тя спечели три награди Streamy.

## Ранен живот и кариера
Лин е родена в Ню Йорк на 31 юли 1956 г. в семейството на Мейбъл Фуджисаке и Тадао Ямада. Израства във Форт Лий, Ню Джърси.
Завършва Масачузетския технологичен институт (MIT) през 1977 г. с диплома по строително инженерство. През периода на обучение в MIT, тя заема позицията на председател на студентския вестник The Tech. След завършването си, тя се присъединява към правителството и работи по осигуряване на достъпността на федералните сгради. Продължава образованието си, получавайки дипломи по обществено здраве и бизнес администрация от Колумбийското бизнес училище.
Лин работи в AT&T Labs в продължение на 29 години като ръководител на проекти и системен инженер.

## TikTok-видеа
Тя започва да създава видеоклипове за TikTok през 2020 г., когато е на 63. Идеята за видеоклиповете идва от най-малкия ѝ син Тим Дейвис, който усъвършенстваше уменията си за редактиране на видеа по времето на локдауна поради пандемията от COVID-19 през март 2020 г.  Той помага за заснемането и редактирането на всеки от нейните видеоклипове в „Cooking With Lynja“ от 2020 г. Видеоклиповете са похвалени от списание Вайс за техните прости рецепти, умни техники за редактиране и стил на писане. Видеоклиповете също съдържат популярни трендове. През 2021 г. каналът ѝ „Cooking With Lynja“ печели наградата „Най-добър монтаж“ на Streamy. Следващата година печели „Най-добра храна“ и „Най-добър монтаж“.
Тя често си сътрудничи с Ник ДиДжовани, известна ТикТок знаменитост, включително през ноември 2021 г., когато те чупят световния рекорд на Гинес за най-големия кейк поп (cake pop) направен някога, който тежи 97 фунта и 8,52 унции (44 кг 240 г). Заедно със ДиДжовани тя чупи няколко други рекорда, включително рекордите за най-голямата пилешка хапка в света и най-голямото суши руло. Нейните почитатели се наричат „Lynja-turtles“ (Линджа-костенурки), каламбур на Костенурките нинджа.

## Болест и смърт
През 2019 г., Лин Дейвис получава диагноза за рак на гърлото, което променя гласа ѝ. Тя описва новия си глас като гласа на Мардж Симпсън. През 2021 г., обявява, че е диагностицирана с рак на хранопровода. Впоследствие тя създава видео с наименование "Бисквитки за рак", в което приготвя бисквитки, отбелязвайки края на лечението си. Заболяването се връща през 2023 г., а Лин умира в Ред Банк, Ню Джърси, на 1 януари 2024 г. на 67 години, вследствие на усложнения от болестта. След това тя бива погребана частно на 9 януари с участието на членове от семейството. Три дни по-късно, синът ѝ споделя в социалните мрежи снимки и спомени от живота ѝ. В същия ден, Ник ДиДжиовани създава прощално видео, в което споделя своите любими спомени с Линджа.

## Личен живот
Лин живее в Холмдел, Ню Джърси. Там сключва брак с Ханк Стайнбърг и заедно те имат две дъщери, Беки и Хана. След развода си със Ханк, Лин влиза във втори брак с Кийт Дейвис. Раждат ѝ се двама сина, Шон и Тим. Шон следва професионална кариера във футбола и става част от отбора на МЛС „Нашвил СК“, а Тим става редактор на видеата на „Cooking with Lynja“

## Награди и номинации
| Година | Церемония             | Категория | Резултат   |
| ------ | --------------------- | --------- | ---------- |
| 2021   | 11-ти Streamy Награди | Монтажи   | Победител  |
| 2021   | 11-ти Streamy Награди | Храна     | Номинирана |
| 2022   | 12-ти Streamy Награди | Монтажи   | Победител  |
| 2022   | 12-ти Streamy Награди | Храна     | Победител  |
| 2023   | 13-ти Streamy Награди | Монтажи   | Номинирана |
| 2023   | 13-ти Streamy Награди | Храна     | Номинирана |